# Miel Aerts
Miel Aerts (Geel, 28 april 1995) is een Belgische voetballer die voor KFC Dessel Sport speelt.
Hij is een aanvaller, die ook als spelverdeler uit de voeten kan.
Voordien speelde hij bij KSAV Sint Dimpna, Verbroedering Geel.

## Dessel Sport
Aerts werd in de loop van het seizoen 2012-2013 voltijds lid van de A-kern van Dessel Sport. Het contract van Aerts liep af en kon in de zomer op interesse rekenen van kersvers tweedeklasser AS Verbroedering Geel. Toch besloot Aerts om bij Dessel te blijven.